# Phong cảnh khi Icarus rơi
Phong cảnh khi Icarus rơi (tiếng Anh: Landscape with the Fall of Icarus) là tác phẩm tranh sơn dầu hiện đang được trưng bày trong Bảo tàng Nghệ thuật Hoàng gia Bỉ, Bruxelles. Tranh được cho là do họa sĩ Pieter Bruegel il Vecchio vẽ chính. Tuy vậy, một cuộc xét nghiệm khoa học vào năm 1996 cho thấy tranh nhiều khả năng là một bản sao ra đời vào khoảng năm 1558 của một tác giả khác có quan hệ họ hàng với Pieter.